# Gonospira madgei
Gonospira madgei е вид коремоного от семейство Streptaxidae. Видът е световно застрашен, със статут Уязвим.

## Разпространение
Разпространен е в Мавриций.